# Henriette Feuerbach

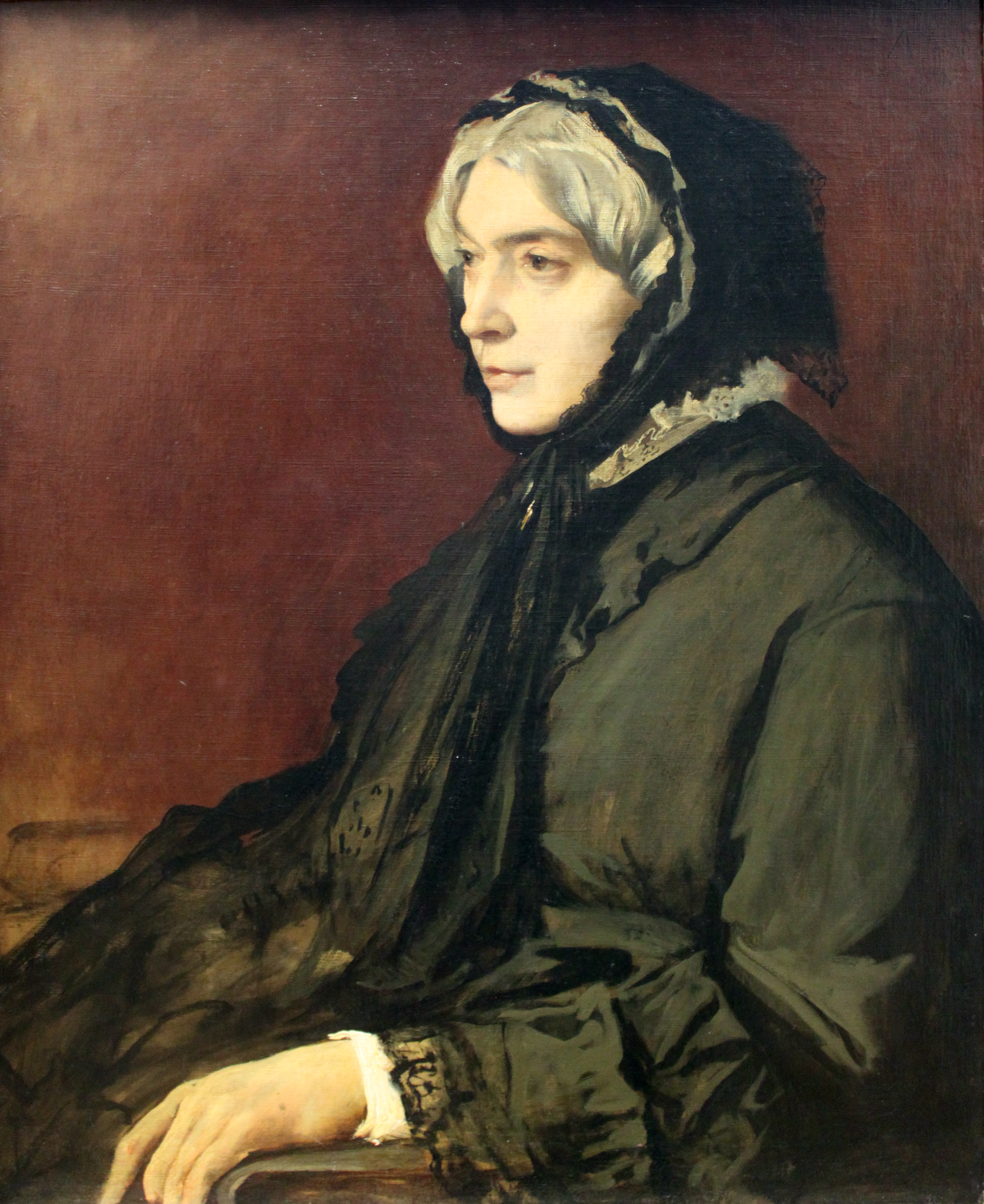
Henriette Feuerbach nach dem 1878 von Anselm Feuerbach gemalten Ölbild. Nationalgalerie Berlin.

Henriette Feuerbach (* 13. August 1812 in Ermetzhofen, Mittelfranken als Henriette Lisette Carolina Christiana Heydenreich; † 5. August 1892 in Ansbach) war eine deutsche Schriftstellerin, Ehefrau des Altphilologen und Archäologen Joseph Anselm Feuerbach sowie Stiefmutter, Agentin und Förderin des Malers Anselm Feuerbach.

## Leben
Henriette Feuerbach wurde als drittes Kind und einzige Tochter des Pfarrers Johann Alexander Heydenreich (1754–1814) und dessen Ehefrau Friederika Christine geb. Freudel geboren. Mit ihren beiden Brüdern Friedrich Wilhelm Heidenreich (1798–1857, praktischer Arzt) und Christian Heydenreich (1800–1865, Landrichter in Kronach) wuchs sie in Ansbach auf und erhielt eine klassische Bildung in den Fächern Latein, Griechisch und Musik. Am 13. April 1834 heiratete sie den verwitweten Joseph Anselm Feuerbach (1798–1851), der in erster Ehe mit Amalie Keerl (1805–1830) verheiratet gewesen war. Mit ihm und seinen beiden Kindern Emilie (1827–1873) und Anselm (1829–1880) aus erster Ehe lebte sie zunächst in Freiburg und später in Heidelberg. Sie gab Klavierunterricht, leitete einen Chor und veranstaltete Hauskonzerte. In ihrem häuslichen Musiksalon gaben viele Künstler Konzerte, darunter Clara Schumann und Johannes Brahms.

„Henriette Feuerbach war durch mehrere Schriften bekannt geworden. Schon 1839 veröffentlichte sie – damals noch anonym – ihre ‚Gedanken über die Liebenswürdigkeit von Frauen‘, einen ‚kleinen Beitrag zur weiblichen Charakteristik‘. Mit ‚Sonntagsmuße‘ folgte 1846 ‚Ein Buch für Frauen‘. 1853 brachte sie gemeinsam mit Hermann Hettner die vierbändige Ausgabe der ‚Nachgelassenen Schriften‘ ihres verstorbenen Mannes [Joseph] Anselm Feuerbach heraus, deren ersten Band sie bearbeitet hat. Und 1866 veröffentlichte sie mit ‚Uz und Cronegk‘ Porträts zweier fränkischer Dichter aus dem 18. Jahrhundert. Darüber hinaus sind von ihr mehrere kleinere Beiträge, meist Rezensionen, in Zeitungen bzw. Zeitschriften erschienen.“

Anhand der von ihr verfassten (sowie der von ihrem Stiefsohn Anselm an sie gerichteten) Briefe sind aus einen Zeitraum von fünfzig Jahren Dokumente vorhanden, die Henriette Feuerbachs nachhaltigen Einfluss auf die Erziehung und die Entwicklung des Malers Anselm Feuerbach belegen. Henriette Feuerbach, die ihren Stiefsohn zeit seines Lebens nach besten Kräften unterstützte, veröffentlichte 1882 das Buch Ein Vermächtnis, um Feuerbachs Ansehen postum zu fördern. Dabei hat sie die Textaufzeichnungen, die der Maler als Manuskript hinterlassen hatte, jedoch stark redigiert. Der Erfolg der „Biografie“ war durchschlagend: Ein Vermächtnis von Anselm Feuerbach erschien bis heute in zehn Verlagen in insgesamt über fünfzig Auflagen. Um den Gemälden ihres Stiefsohnes zum Durchbruch zu verhelfen, verwendete sie nach dessen Tod 1880 den Großteil ihres Vermögens für den Ankauf seines künstlerischen Erbes und organisierte größere Ausstellungen, unter anderem in Berlin.
Ende 1886 informierte sie Karl Stauffer darüber, dass Marie Röhrs Feuerbachs Gemälde Das Gastmahl des Agathon, das sie 1869 auf der internationalen Kunstausstellung in München erworben hatte, verkaufen wollte. Daraufhin schrieb Stauffer am 2. Dezember 1886 an Röhrs und teilte ihr mit, dass er das Gemälde für die avisierte Kunstsammlung eines namentlich nicht genannten Freundes von ihr erwerben wolle. Der Verkauf kam jedoch nicht zustande, und so gelangte Das Gastmahl des Agathon in den Besitz der Galerie des Großherzogs von Baden, deren Direktor damals Wilhelm Lübke war.

## Werke

### Eigene Schriften
- Gedanken über die Liebenswürdigkeit der Frauen. Ein kleiner Beitrag zur weiblichen Characteristik von einem Frauenzimmer. Campe, Nürnberg 1839 (Digitalisat bei Google Books)
- Sonntagsmuße. Ein Buch für Frauen von der Verfasserin der „Gedanken über die Liebenswürdigkeit der Frauen“. Campe, Nürnberg 1845 (Digitalisat bei Google Books)
- Uz und Cronegk. Zwei fränkische Dichter aus dem vorigen Jahrhundert. Ein biographischer Versuch. Engelmann, Leipzig 1866 (Digitalisat bei Google Books)

### Herausgeberschaft
- Nachgelassene Schriften von Anselm Feuerbach. In vier Bänden. Bd. 1: Anselm Feuerbach’s Leben, Briefe und Gedichte.[7] Vieweg und Sohn, Braunschweig 1853 (Digitalisat bei Google Books)
- Anselm Feuerbach: Ein Vermächtnis. Gerolds Sohn, Wien 1882 (Digitalisate der neuen Ausgabe: 20.–24. Auflage (Meyer & Jessen, Berlin 1912) sowie der 34. Auflage (1913) im Internet Archive)

### Briefwechsel
- Charlotte von Dach (Hrsg.): Josef Viktor Widmann. Briefwechsel mit Henriette Feuerbach und Ricarda Huch. Einführung von Max Rychner.[8] Artemis, Zürich 1965 (Digitalisat im Internet Archive)